# Dobrosav Krstić
Dobrosav Krstić, född 5 februari 1932 i Novi Sad, död 3 maj 2015 i Novi Sad, var en jugoslavisk fotbollsspelare.
Han blev olympisk silvermedaljör i fotboll vid sommarspelen 1956 i Melbourne.